# Szidi Tobias
Sidónia Tobiášová, známá jako Szidi Tobias (* 28. května 1967 Kráľovský Chlmec) je slovenská herečka a zpěvačka. Jde o bývalou manželku herce Borise Zachara. Dalším manželem byl textař a scenárista Peter Lipovský († 16. června 2015).

## Biografie
Pochází ze železničářské rodiny. Dříve než vstoupila do uměleckého světa, prošla různými povoláními. Pracovala jako dělnice v koksovně, v městské knihovně i v divadle jako nápověda. Vystudovala herectví na Vysoké škole múzických umění v Bratislavě. Už v době svých studií hostovala na prknech činohry Slovenského národního divadla.
Je členkou souboru bratislavského Divadla Astorka Korzo '90, kde hrála například v inscenaci hry Rudolfa Slobody Armagedon na Grbe, v Goldoniho komedii Sluha dvou pánů, v dramatizaci Dostojevského románu Zločin a trest, pod názvem Vražda sekerou v sv. Peterburgu, v Ostrovského dramatu Les, v Dumasově hře Hřbitov slonů a v dalších.
Za ztvárnění hlavní postavy Evy v televizním filmu Petra Krištúfka Dlouhá krátká noc získala na festivalu Art Film 2004 v Trenčianských Teplicích slovenskou cenu Igric. Za herecký výkon ve filmu Pod hladinou také získala prémii slovenského Literárního fondu.
Kromě herectví se věnuje také zpěvu, její osobitý vklad do světa slovenského i českého šansonu je nepřehlédnutelný. Doposud nahrála pět alb: Divý mak (2001), Punto Fijo (2003), Pod obojím (2008), Do vetra (2010) a Jolanka (2014). Spolupracuje také na hudebních projektech české autorské dvojice Hapka-Horáček.
Roku 2023 byla oceněna medailí Karla Kramáře.

## Filmografie
- 1990 Let asfaltového holuba (Milena)
- 1994 Díky za každé nové ráno (Romka)
- 1994 Vášnivý polibek (Blanka)
- 2002 Kruté radosti (Ilona)
- 2003 Zůstane to mezi námi (Lea)
- 2008 Mesto tieňov (Laura Rakúsová) = episoda 1x04 Koniec sveta 1. a 2.
- 2013 Kovář z Podlesí (víla Mochomůrka)
- 2014 Jak jsme hráli čáru
- 2015 Johančino tajemství, televizní film, (královna)[2]

## Diskografie
- CD Divý mak (Divoký mák), BMG 2000
- CD Punto Fijo (Pupek světa), BMG 2003

- Tak to chodí (Michal Horáček, Jarda Svoboda, 2003)
- Strážce plamene (Hapka & Horáček, 2006)
- Ohrožený druh (Michal Horáček, 2008)
- CD Pod obojím, Studio DVA 2008
- CD Do Vetra, Studio DVA 2010
- CD Ať se dobré děje, 2011
- Český kalendář (Michal Horáček), 2013
- Jolanka, 2014
- Sedmoláska, 2017
- Okná Dokorán, 2024